# Ретяны-Василеуцы
Ретяны-Василеуцы (рум. Reteni-Vasileuţi, Ретень-Василеуць) — село в Рышканском районе Молдавии. Наряду с сёлами Браниште, Аврамяны и Ретяны входит в состав коммуны Браниште.

## География
Село расположено на высоте 66 метров над уровнем моря.

## Население
По данным переписи населения 2004 года, в селе Ретень-Василеуць проживает 201 человек (101 мужчина, 100 женщин).
Этнический состав села:
| Национальность | Число жителей | Процентный состав |
| -------------- | ------------- | ----------------- |
| молдаване      | 193           | 96.02             |
| украинцы       | 4             | 1.99              |
| русские        | 2             | 1.0               |
| прочие         | 2             | 1.0               |
| Всего          | 201           | 100%              |